# NARUTO -ナルト-のディスコグラフィ
NARUTO -ナルト-のディスコグラフィでは、テレビアニメ『NARUTO -ナルト-』の関連CDについて記述する。発売元はアニプレックス。

## コンピレーション・アルバム
テレビアニメ『NARUTO -ナルト-』、『NARUTO -ナルト- 疾風伝』およびその劇場版の主題歌を収録したベスト・アルバムシリーズ。

### NARUTO Best Hit Collection
2004年8月4日にアニプレックスから発売された。ジャケットにはうずまきナルトが描かれている。期間生産限定盤には、ノンクレジットOPとEDが収録されたDVDが封入された。
収録曲
1. R★O★C★K★S
  - 歌：HOUND DOG、作詞：Yukio Matsuo、作曲・編曲：Hitoshi Minowa

2. wind
  - 歌・作詞・作曲・編曲：Akeboshi

3. 遥か彼方
  - 歌・演奏・編曲：ASIAN KUNG-FU GENERATION、作詞・作曲：後藤正文

4. ハルモニア
  - 歌・作詞・作曲：RYTHEM、編曲：CHOKKAKU

5. 悲しみをやさしさに
  - 歌：little by little、作詞：鈴木哲彦、作曲：鈴木哲彦、十川知司、編曲：tasuku

6. ビバ★ロック 〜japanese side〜
  - 歌・作詞・作曲・編曲：ORANGE RANGE

7. ALIVE
  - 歌・演奏：雷鼓、作詞：ハル、金田英臣、作曲:ハル、編曲：雷鼓＆本間昭光

8. GO!!!
  - 歌・演奏：FLOW、作詞：KOHSHI ASAKAWA、作曲：TAKESHI ASAKAWA、編曲：FLOW＆Seiji Kameda

9. 今まで何度も
  - 歌・編曲：ザ・マスミサイル、作詞・作曲：高木芳基

DVD
1. ノンテロップOP&ED映像

### NARUTO BEST HIT COLLECTION 2
2006年8月2日にアニプレックスから発売された。ジャケットにはうずまきナルトがプリントされている。
収録曲
1. 流星
  - 歌：TiA、作詞：TiA、Natsumi Kobayashi、作曲：TiA、Kei Kawano、編曲：Kei Kawano

2. Home Sweet Home
  - 歌・作詞：YUKI、作曲・編曲：田中ユウスケ

3. 青春狂騒曲
  - 歌・演奏・編曲：サンボマスター、作詞・作曲：山口隆

4. マウンテン・ア・ゴーゴー・ツー
  - 歌・編曲：キャプテンストライダム、作詞・作曲：永友聖也

5. はじめて君としゃべった
  - 歌・編曲：ガガガSP、作詞・作曲：桑原康伸

6. ノーボーイ・ノークライ
  - 歌・演奏・編曲：STANCE PUNKS、作詞・作曲：TSURU

7. 失くした言葉
  - 歌・編曲：No Regret Life、作詞・作曲：小田和奏

8. スピード
  - 歌：アナログフィッシュ、作詞・作曲・編曲：No Regret Life

9. Ding! Dong! Dang!
  - 歌・編曲：TUBE、作詞：前田亘輝、作曲：春畑道哉

10. 波風サテライト
  - 歌・演奏：シュノーケル、作詞・作曲：西村晋弥 編曲：シュノーケル＆上田ケンジ

11. そばにいるから
  - 歌・作曲：アマドリ、作詞：アマドリ、佐々木望

12. パレード
  - 歌：CHABA、作詞・作曲：平野一郎、編曲：CHABA&屋敷豪太

13. Yellow moon
  - 歌・作曲・編曲：Akeboshi、作詞：井上陽水・Akeboshi

DVD
1. ノンテロップOP&ED映像

### NARUTO SUPER HITS 2006-2008
2008年7月23日にアニプレックスから発売された。ジャケットには、うずまきナルトが描かれている。初回限定版には、ノンクレジットOPとEDが収録されたDVDが封入された。『NARUTO ALL STARS』と同時発売された。
収録曲
1. Re:member
  - 歌：FLOW、作詞：KOHSHI ASAKAWA、作曲：TAKESHI ASAKAWA、編曲：FLOW＆TERASSY

2. ピノキオ
  - 歌:オレスカバンド、作詞：たえさん、作曲：いかす

3. つぼみ
  - 歌・作詞：MARIA、作曲：TATTSU、編曲：安原兵衛

4. ユラユラ
  - 歌・作詞・作曲：Hearts Grow、編曲：蔦谷好位置、百田留衣

5. シナリオ
  - 歌・編曲：SABOTEN、作詞・作曲：キヨシ

6. Hero's Come Back!!
  - 歌・作詞：nobodyknows+、作曲・編曲：DJ MITSU

7. 流れ星〜Shooting Star〜
  - 歌・編曲：HOME MADE 家族、作詞・作曲：KURO/MICRO/U-ICHI

8. 道 〜to you all
  - 歌：alüto、作詞・作曲：藤田大吾、編曲：aluto、山口一久

9. Lie-Lie-Lie
  - 歌・作詞・編曲：DJ OZMA、作曲：双龍

10. distance
  - 歌・作曲・編曲：LONG SHOT PARTY、作詞：sasaji

11. キミモノガタリ
  - 歌：little by little、作詞・作曲・編曲：tetsuhiko

12. 目覚めろ!野性
  - 歌：MATCHY with QUESTION?、作詞：TAKESHI、作曲・編曲：安田信二

DVD
1. ノンテロップOP&ED映像

### BEST HIT NARUTO
2010年7月17日にアニプレックスから発売された。『NARUTO -ナルト- 疾風伝』のテレビアニメと劇場版の主題歌を収録している。CDジャケットには、うずまきナルトがプリントされている。
本作は、期間生産限定盤であり、 CDと共にテレビアニメのオープニングテーマ、エンディングテーマのノンテロップバージョンの映像が収録されているDVDと厳選イラスト使用スペシャルピンナップとナルトスタチュー三方背BOXが同梱された。
収録曲
1. ブルーバード [3:35]
  - 歌：いきものがかり、作詞・作曲：水野良樹、編曲：江口亮
  - 『疾風伝』54話 - 77話OP

2. 素直な虹 [5:30]
  - 歌・作詞：surface、作曲：永谷喬夫、編曲：武部聡志
  - 『疾風伝』54話 - 63話ED

3. Broken Youth [4:53]
  - 歌：NICO Touches the Walls、作詞・作曲：光村龍哉、編曲：岡野ハジメ・NICO Touches the Walls
  - 『疾風伝』64話 - 77話ED

4. NO RAIN NO RAINBOW [5:01]
  - 歌・作詞：HOME MADE 家族、作曲・編曲：HOME MADE 家族、Yuji Kano（Taja）
  - 劇場版『NARUTO -ナルト- 疾風伝 絆』主題歌

5. CLOSER [3:28]
  - 歌・作詞・作曲・編曲：井上ジョー
  - 『疾風伝』78話 - 102話OP

6. Long Kiss Good Bye [4:04]
  - 歌・作詞：HALCALI、北浦正尚、作曲・編曲：北浦正尚
  - 『疾風伝』78話 - 90話ED

7. バッチコイ!!! [3:34]
  - 歌・作曲：デブパレード、作詞：ハンサム判治、編曲：ugazin
  - 『疾風伝』91話 - 102話ED

8. ホタルノヒカリ [4:02]
  - 歌：いきものがかり、作詞・作曲：水野良樹、編曲：江口亮
  - 『疾風伝』103話 - 128話OP

9. 深呼吸 [4:44]
  - 歌・編曲：SUPER BEAVER、作詞・作曲：柳沢亮太
  - 『疾風伝』103話 - 115話ED

10. My ANSWER [3:44]
  - 歌・作詞：SEAMO、作曲：SEAMO・Shintaro "Grouth" Izutsu、編曲：Shintaro "Growth" Izutsu
  - 『疾風伝』116話 - 128話ED

11. 誰かが [4:25]
  - 歌：PUFFY、作詞・作曲：チバユウスケ、編曲：上田健司
  - 劇場版『NARUTO -ナルト- 疾風伝 火の意志を継ぐ者』主題歌

12. Sign [3:56]
  - 歌・編曲：FLOW、作詞：Kohshi Asakawa、作曲：Takeshi Asakawa
  - 『疾風伝』129話 - 153話OP

13. おまえだったんだ [4:00]
  - 歌・編曲：氣志團、作詞：綾小路翔、作曲：星グランマニエ
  - 『疾風伝』129話 - 141話ED
  - 収録曲で唯一、ソニーではなくエイベックスで発売した曲である。

14. For You [4:17]
  - 歌・作詞：AZU、作曲・編曲：h-wonder
  - 『疾風伝』142話 - 153話ED

DVD
1. ノンテロップOP&ED映像

### NARUTO GREATEST HITS!!!!!
2012年7月18日にアニプレックスから発売された。『NARUTO -ナルト- 疾風伝』のテレビアニメと劇場版の主題歌を収録している。
収録曲
1. 透明だった世界 [3:53]
  - 歌・作詞・作曲：秦基博、編曲：久保田光太郎
  - 『疾風伝』154話 - 179話OP

2. 自転車 [3:29]
  - 歌：オレスカバンド、作詞：たえさん、作曲：いかす・堂島孝平、編曲：オレスカバンド・堂島孝平
  - 『疾風伝』154話 - 166話ED

3. うたかた花火 [6:00]
  - 歌：supercell、作詞・作曲・編曲：ryo（supercell）
  - 『疾風伝』167話 - 179話ED

4. Diver [4:07]
  - 歌：NICO Touches the Walls、作詞・作曲：光村龍哉、編曲：NICO Touches the Walls・Hajime Okano
  - 『疾風伝』180話 - 205話OP

5. U can do it! [4:16]
  - 歌：DOMINO、作詞：Yu-mi・Mayu・Shiori、作曲：Yu-mi・Mayu・Shiori・WolfJunk・Aki Hishikawa、編曲：Aki Hishikawa
  - 『疾風伝』180話 - 192話ED

6. 真夜中のオーケストラ [5:53]
  - 歌・作曲・編曲：Aqua Timez、作詞：太志
  - 『疾風伝』193話 - 205話ED

7. ラヴァーズ [3:41]
  - 歌：7!!、作詞：MAIKO、作曲：MICHIRU・KEITA、編曲：シライシ紗トリ
  - 『疾風伝』206話 - 230話OP

8. FREEDOM [3:53]
  - 歌：HOME MADE 家族、作詞：KURO・MICRO・U-ICHI、作曲：KURO・MICRO・U-ICHI・Yuji Kano (Taja)、編曲：HOME MADE 家族・Yuji Kano (Taja)
  - 『疾風伝』206話 - 218話ED

9. 欲望を叫べ!!!! [3:42]
  - 歌・作曲・編曲：OKAMOTO'S、作詞：オカモトショウ
  - 『疾風伝』219話 - 230話ED

10. newsong [3:29]
  - 歌：tacica、作詞・作曲：猪狩翔一、編曲：tacica・湯浅篤
  - 『疾風伝』231話 - 256話OP

11. Place to Try [3:38]
  - 歌：TOTALFAT、作詞・作曲：Shun・Jose・Bunta・Kuboty、編曲：TOTALFAT・岡野ハジメ
  - 『疾風伝』231話 - 242話ED

12. バイマイサイド [3:27]
  - 歌：Hemenway、作詞：Charm・Toshi、作曲・編曲：Charm
  - 『疾風伝』243話 - 256話ED

13. if [4:41]
  - 歌：西野カナ、作詞：Kana Nishino・GIORGIO13、作曲・編曲：GIORGIO CANCEMI
  - 『劇場版 NARUTO -ナルト- 疾風伝 ザ・ロストタワー』主題歌

14. Future Eve [3:53]
  - 歌・編曲：OKAMOTO'S、作詞：オカモトショウ、作曲：オカモトコウキ
  - 『炎の中忍試験!ナルトVS木ノ葉丸!!』主題歌

15. 雄叫び [3:39]
  - 歌・作詞：遊助、作曲：木村有希、編曲：木村有希・CHOKKAKU
  - 『劇場版 NARUTO -ナルト- ブラッド・プリズン』主題歌

DVD
1. ノンテロップOP&ED映像

### NARUTO SUPER SOUNDS
2014年11月26日にアニプレックスから発売。前作と同様『NARUTO -ナルト- 疾風伝』のテレビアニメと劇場版の主題歌を収録している。
収録曲
1. 突撃ロック [2:26]
  - 歌：ザ・クロマニヨンズ、作詞・作曲：甲本ヒロト
  - 『疾風伝』257話 - 281話OP

2. カスケード [3:47]
  - 歌・編曲：UNLIMITS、作詞：郡島陽子、作曲：清水葉子
  - 『疾風伝』257話 - 268話ED

3. この声枯らして feat.CHEHON [5:06]
  - 歌：AISHA、作詞・作曲：平義隆・CHEHON
  - 『疾風伝』269話 - 281話ED

4. Moshimo [3:57]
  - 歌・作詞・作曲：ダイスケ、編曲：鈴木Daichi秀行
  - 『疾風伝』282話 - 306話OP

5. MOTHER [3:57]
  - 歌：MUCC、作詞・作曲・編曲：ミヤ
  - 『疾風伝』282話 - 295話ED

6. さよならメモリー [3:38]
  - 歌：7!!、作詞：KEITA、作曲：KEITA・MAIKO、編曲：シライシ紗トリ
  - 『疾風伝』296話 - 306話ED

7. ニワカ雨ニモ負ケズ [4:21]
  - 歌：NICO Touches the Walls、作詞：光村龍哉・対馬祥太郎、作曲：光村龍哉、編曲：NICO Touches the Walls・Hajime Okano
  - 『疾風伝』307話 - 332話OP

8. I Can Hear [4:14]
  - 歌：DISH//、作詞・作曲：磯崎健史、編曲：川端良征
  - 『疾風伝』307話 - 319話ED

9. 夢を抱いて 〜はじまりのクリスロード〜 [4:40]
  - 歌・作詞：Rake、作曲：Rake・nakaokaan・ニホンジン、編曲：Rake・佐橋佳幸
  - 『疾風伝』320話 - 332話ED

10. 月の大きさ [3:56]
  - 歌：乃木坂46、作詞：秋元康、作曲・編曲：古川貴浩
  - 『疾風伝』333話 - 356話OP

11. ブラックナイトタウン [3:11]
  - 歌・作詞・作曲：近藤晃央、編曲：出羽良彰
  - 『疾風伝』333話 - 343話ED

12. 虹 [4:17]
  - 歌・作曲：真空ホロウ、作詞：松本明人、編曲：真空ホロウ・佐藤帆乃佳
  - 『疾風伝』344話 - 356話ED

13. それでは、また明日 [3:43]
  - 歌・編曲：ASIAN KUNG-FU GENERATION、作詞：後藤正文、作曲：後藤正文・山田貴洋
  - 映画『ROAD TO NINJA -NARUTO THE MOVIE-』主題歌

DVD
1. ノンテロップOP&ED映像

### NARUTO THE BEST
2016年7月6日にアニプレックスから発売。通算7枚目となるナルト主題歌集。前作と同様『NARUTO -ナルト- 疾風伝』のテレビアニメと劇場版の主題歌を収録している。
収録曲
1. 紅蓮[4:04]
  - 歌・編曲：DOES、作詞・作曲：氏原ワタル
  - 『NARUTO -ナルト- 疾風伝』357話 - 379話OP（OP15曲目）

2. FLAME[4:05]
  - 歌：DISH//、作詞・作曲：小倉しんこう、編曲：小倉しんこう・梅原新
  - 『NARUTO -ナルト- 疾風伝』357話 - 366話ED（ED29曲目）

3. Never Change feat.Lyu:Lyu[4:08]
  - 歌：SHUN、作詞：SHUN・コヤマヒデカズ、作曲：SHUN・Lyu:Lyu・7th Avenue、編曲：Lyu:Lyu・7th Avenue
  - 『NARUTO -ナルト- 疾風伝』367話 - 379話ED（ED30曲目）

4. シルエット[4:02]
  - 歌・編曲：KANA-BOON、作詞・作曲：谷口鮪
  - 『NARUTO -ナルト- 疾風伝』380話 - 405話OP（OP16曲目）

5. だめだめだ[4:00]
  - 歌：トミタ栞、作詞・作曲：aio、編曲：aio×Ikoman
  - 『NARUTO -ナルト- 疾風伝』367話 - 379話ED（ED31曲目）

6. Spinning World[3:56]
  - 歌：ダイアナ・ガーネット、作詞・作曲・編曲：井上ジョー
  - 『NARUTO -ナルト- 疾風伝』394話 - 405話ED（ED32曲目）

7. 風[4:09]
  - 歌・作詞：山猿、作曲：山猿・L!TH!UM、編曲：L!TH!UM
  - 『NARUTO -ナルト- 疾風伝』406話 - 431話OP（OP17曲目）

8. 言葉のいらない約束[4:14]
  - 歌：sana、作詞・作曲・編曲：HoneyWorks
  - 『NARUTO -ナルト- 疾風伝』406話 - 417話ED（ED33曲目）

9. 虹の空[4:07]
  - 歌：FLOW、作詞：KOHSHI ASAKAWA、作曲：TAKESHI ASAKAWA、編曲：nishi-ken・FLOW
  - 『NARUTO -ナルト- 疾風伝』418話 - 431話ED（ED34曲目）

10. LINE[4:43]
  - 歌：スキマスイッチ、作詞・作曲・編曲：大橋卓弥・常田真太郎
  - 『NARUTO -ナルト- 疾風伝』432話 - 458話OP（OP18曲目）

11. トラブルメイカー[4:04]
  - 歌：KANIKAPILA、作詞：高橋久美子、作曲：大塚剛毅、編曲：シライシ紗トリ
  - 『NARUTO -ナルト- 疾風伝』432話 - 443話ED（ED35曲目）

12. そんな君、こんな僕[4:50]
  - 歌：Thinking Dogs、作詞：秋元康、作曲：古川貴浩、編曲：重永亮介
  - 『NARUTO -ナルト- 疾風伝』444話 - 454話ED（ED36曲目）

13. 星のうつわ[5:36]
  - 歌：スキマスイッチ、作詞・作曲・編曲：大橋卓弥・常田真太郎
  - 映画『THE LAST -NARUTO THE MOVIE-』主題歌

14. ダイバー[4:32]
  - 歌・編曲：KANA-BOON、作詞・作曲：谷口鮪
  - 映画『BORUTO -NARUTO THE MOVIE-』主題歌

DVD
1. ノンテロップOP&ED映像

### NARUTO FINAL BEST
2017年12月13日にアニプレックスから発売。通算8枚目となるナルト主題歌集。前作と同様『NARUTO -ナルト- 疾風伝』のテレビアニメの主題歌を収録している他、ファン投票によって選ばれた歴代主題歌5曲を含む全11曲を収録している。
収録曲
1. ブラッドサーキュレーター[3:42]
  - 歌・編曲：ASIAN KUNG-FU GENERATION、作詞・作曲：後藤正文
  - 『NARUTO -ナルト- 疾風伝』459話 - 479話OP（OP19曲目）

2. 青のララバイ[3:42]
  - 歌：黒猫チェルシー、作詞：渡辺大知、作曲：岡本啓佑、編曲：黒猫チェルシー・湯浅篤
  - 『NARUTO -ナルト- 疾風伝』455話 - 466話ED（ED37曲目）

3. ピノとアメリ[4:32]
  - 歌・作詞：石崎ひゅーい、作曲・編曲：トオミ ヨウ
  - 『NARUTO -ナルト- 疾風伝』467話 - 479話ED（ED38曲目）

4. カラノココロ[4:23]
  - 歌・作詞・作曲：Anly、編曲：tasuku・Louis
  - 『NARUTO -ナルト- 疾風伝』480話 - 500話OP（OP20曲目）

5. 旅立ちの唄[3:28]
  - 歌：あゆみくりかまき、作詞・作曲：Saku（hotarubi）、編曲：APAZZI・U.M.E.D.Y.
  - 『NARUTO -ナルト- 疾風伝』480話 - 488話ED（ED39曲目）

6. 絶絶[3:20]
  - 歌：Swimy、作詞・作曲：Takumi、編曲：Swimy・keiichi wakui
  - 『NARUTO -ナルト- 疾風伝』489話 - 500話ED（ED40曲目）

7. 遥か彼方【FAN’S SELECTION】[4:04]
  - 歌・編曲：ASIAN KUNG-FU GENERATION、作詞・作曲：後藤正文
  - 『NARUTO -ナルト-』26話 - 53話OP（OP2曲目）

8. GO!!!【FAN’S SELECTION】[3:59]
  - 歌：FLOW、作詞：KOHSHI ASAKAWA、作曲：TAKESHI ASAKAWA、編曲：FLOW・Seiji Kameda
  - 『NARUTO -ナルト-』78話 - 103話OP（OP4曲目）

9. 波風サテライト【FAN’S SELECTION】[4:12]
  - 歌：シュノーケル、作詞・作曲：西村晋弥、編曲：シュノーケル・上田ケンジ
  - 『NARUTO -ナルト-』154話 - 178話OP（OP7曲目）

10. CLOSER 【FAN’S SELECTION】[3:28]
  - 歌・作詞・作曲・編曲：井上ジョー
  - 『NARUTO -ナルト- 疾風伝』78話 - 102話OP（OP4曲目）

11. Sign 【FAN’S SELECTION】[3:56]
  - 歌・編曲：FLOW、作詞：KOHSHI ASAKAWA、作曲：TAKESHI ASAKAWA
  - 『NARUTO -ナルト- 疾風伝』129話 - 153話OP（OP6曲目）

DVD
1. ノンテロップOP&ED映像

## サウンドトラック
テレビアニメ『NARUTO -ナルト-』、『NARUTO -ナルト- 疾風伝』のサウンドトラック。

### 第1期

#### Vol.1
ジャケットにはうずまきナルトがプリントされている。2003年3月19日に発売された。
音楽は増田俊郎 with 六三四プロジェクトが担当している。
収録曲
1. R★O★C★K★S [4:52]
  - 歌：HOUND DOG、作詞：Yukio Matsuo、作曲・編曲：Hitoshi Minowa

2. オレがナルトだってばよ! [1:39]
3. 九尾の妖狐 [1:39]
4. 朝 [1:35]
5. ナルトの日常 [2:20]
6. 緊張 [1:46]
7. 湧き上がる闘志 [1:37]
8. 哀と悲 [3:00]
9. 孤独 [2:06]
10. サクラのテーマ [1:56]
11. カカシのテーマ [1:30]
12. お色気 [0:41]
13. 行け行けナルト [1:59]
14. 夕暮れ [1:43]
15. 膠着状態 [1:42]
16. 強にして重 [3:07]
17. 劣勢 [1:25]
18. 激と撃 [2:08]
19. 逆転 [1:47]
20. 勝利 [1:47]
21. NARUTO Main Theme [4:27]
22. wind [3:41]
  - 歌・作詞・作曲：Akeboshi

#### Vol.2
ジャケットには、うずまきナルトとうちはサスケがプリントされている。2004年3月10日に発売された。
音楽は増田俊郎 with 六三四プロジェクトが担当している。
収録曲
1. 遥か彼方
  - 歌・編曲：ASIAN KUNG-FU GENERATION、作詞・作曲：後藤正文

2. 木ノ葉の昼
3. 対峙
4. 悪
5. サスケのテーマ
6. サバイバル試験
7. 木ノ葉の午後
8. おふざけモード
9. 木ノ葉丸のテーマ
10. 修行だコレ!
11. ガイのテーマ
12. ヒナタvsネジ
13. 大蛇丸のテーマ
14. 復讐者
15. 大蛇丸 〜戦闘〜
16. 雷切
17. サスケ 〜運命〜
18. ひとり
19. ハルモニア
  - 歌・作詞・作曲：RYTHEM、編曲：CHOKKAKU

#### Vol.3
ジャケットには、うずまきナルト・うちはサスケ・春野サクラがプリントされている。2005年4月27日に発売された。
音楽は増田俊郎 with 六三四プロジェクトが担当している。
収録曲
1. 美しき碧い野獣
2. 桜の季節
3. フェイク!
4. 危機また危機
5. ロック・リーのテーマ
6. 舞
7. 究極奥義
8. キメるってばよ!
9. 嗚呼、師弟愛
10. 復讐者
11. 重は激
12. 猿飛
13. 火影
14. 哀と愁
15. 自来也のテーマ
16. 波紋
17. 首飾り揺れて
18. ブン太!
19. 茶の国
20. 忍びよる悪夢
21. 五代目の闘い!
22. 英雄
23. 火の意志を継ぐ者たち…

### 第2期

#### Vol.1
テレビアニメ『NARUTO -ナルト- 疾風伝』のサウンドトラック。CDジャケットには、うずまきナルトとうちはサスケがプリントされている。音楽は、高梨康治&刃-yaiba-が担当している。
収録曲
全作曲・編曲：高梨康治
1. 疾風伝
2. 動天
3. 帰郷
4. 千軍万馬
5. 電光石火
6. 任務
7. 空蝉
8. 出陣
9. 怒り
10. 暁
11. 哀鴻遍野
12. 人柱力
13. 孤独
14. 薄暮
15. 秘めたる闘志
16. 古今無双
17. 落日
18. 百花繚乱
19. 失意
20. 暗雲
21. 膠着
22. 悲壮
23. 対峙
24. 怪異
25. 乾坤一擲
26. 形勢逆転
27. 仲間
28. 疾風組曲

#### Vol.2
テレビアニメ『NARUTO -ナルト- 疾風伝』のサウンドトラック。CDジャケットには、うずまきナルト、うちはサスケがプリントされている。音楽は、高梨康治&刃-yaiba-が手掛けている。
収録曲
全作曲・編曲：高梨康治&刃-yaiba-
1. 昇竜
2. 臨界
3. 撃破
4. 彩霞
5. 預言者
6. 飛段
7. 角都
8. 紅炎
9. 乱髪
10. 埋葬
11. 白詰草
12. 漂泊
13. 難攻不落
14. 疾空
15. 試練
16. 読心術
17. 紅蓮
18. 黒点
19. 緋文字
20. 儀礼
21. 紅薔薇
22. 山霞
23. 千夜
24. 幻視
25. 白映
26. 落葉船
27. 鳴神
28. 五月雨

#### Vol.3
テレビアニメ『NARUTO -ナルト- 疾風伝』のサウンドトラック。CDジャケットには、うずまきナルト、うちはサスケがプリントされている。音楽は、高梨康治&刃-yaiba-が手掛けている。
収録曲
全作曲・編曲：高梨康治&刃-yaiba-
1. うちはイタチ
2. 九尾発動
3. 四代目火影
4. 父と母
5. 柔らかな手
6. 大筒木カグヤ
7. ゼツのテーマ
8. アシュラ・インドラ
9. 修羅道
10. 冷たき土
11. 粛清の女神
12. うずまく熱風
13. 轟地に立つ
14. 勇ある者たち
15. ずっと見てた
16. カカシとオビト
17. 友よ
18. 永遠に眠れ
19. オビトのテーマ
20. 殉教者
21. ノスタルジア
22. 届かぬ人に
23. 風と炎の円舞曲
24. 道は続く
25. NARUTO Main Theme ‘16

## NARUTO ALL STARS
『NARUTO -ナルト-』のキャラクターカバーアルバム。2008年7月23日に アニプレックスから発売された。テレビアニメ『NARUTO -ナルト-』と『NARUTO -ナルト- 疾風伝』の歴代の主題歌をNARUTO -ナルト-のキャラクターがカバーするというカバーアルバムである。ジャケットには、うずまきナルト・うちはサスケ・春野サクラ・はたけカカシ・奈良シカマルが描かれている。『NARUTO -ナルト- SUPER HITS 2006-2008』と同時発売された。
収録曲
1. Distance [3:12]
  - 歌：うずまきナルト（竹内順子）、作詞：sasaji、作曲・編曲：LONG SHOT PARTY

2. R★O★C★K★S [4:44]
  - 歌：はたけカカシ（井上和彦）、作詞：Yukio Matsuo、作曲・編曲：Hitoshi Minowa

3. シナリオ [3:12]
  - 歌：うちはサスケ（杉山紀彰）、作詞・作曲：キヨシ、編曲：SABOTEN

4. 流れ星 〜shooting star〜 [4:28]
  - 歌：奈良シカマル（森久保祥太郎）、作詞・作曲：KURO、MICRO、U-ICHI、編曲：HOME MADE 家族

5. ユラユラ [4:56]
  - 歌：春野サクラ（中村千絵）、作詞・作曲：Hearts Grow、編曲：蔦谷好位置、百田留衣

6. つぼみ [4:02]
  - 歌：うずまきナルト（竹内順子）、作詞：MARIA、作曲：TATTSU、編曲：安原兵衛

7. 目覚めろ!野性 [4:02]
  - 歌：はたけカカシ（井上和彦）、作詞：TAKESHI、作曲・編曲：安田信二

8. キミモノガタリ [4:33]
  - 歌：うちはサスケ（杉山紀彰）、作詞・作曲・編曲：tetsuhiko

9. Re:member [3:04]
  - 歌：奈良シカマル（森久保祥太郎）、作詞：KOHSHI ASAKAWA、作曲：TAKESHI ASAKAWA、編曲：FLOW、TERASSY

10. ピノキオ [2:16]
  - 歌：春野サクラ（中村千絵）、作詞：たえさん、作曲：いかす

## NARUTO IN ROCK -The Very Best Hit Collection Instrumental Version-
テレビアニメ『NARUTO -ナルト-』のオープニングテーマやエンディングテーマをロック風にアレンジしたインストを収録したサウンドトラック。
ジャケットには、うずまきナルト・うちはサスケ・春野サクラ・はたけカカシ・奈良シカマルが描かれている。2007年12月19日に発売された。
収録曲
1. GO!!!
2. ビバ★ロック
3. 青春狂騒曲
4. 今まで何度も
5. ハルモニア
6. 悲しみをやさしさに
7. Ding! Dong! Dang!
8. Home Sweet Home